# Infiniti Q30 Concept
Infiniti Q30 Concept – samochód koncepcyjny marki Infiniti zaprezentowany po raz pierwszy podczas targów motoryzacyjnych we Frankfurcie we wrześniu 2013 roku. Pojazd trafił na rynek w 2015 roku jako Infiniti Q30.
Samochód łączy w sobie cechy coupe, hatchbacka oraz crossovera. Koncept jest prekursorem nowego kierunku stylistycznego marki nazwanego entry level. Auto zostało zbudowane na płycie podłogowej koncernu Mercedes-Benz o nazwie MRA, która zastosowana została m.in. w klasie A oraz GLA.